# إيستفاليا

إيستفاليا داخل ساكسونيا حوالي عام 1000 م
إيستفاليا
باقي أجزاء ساكسونيا
Rest of the مملكة ألمانيا

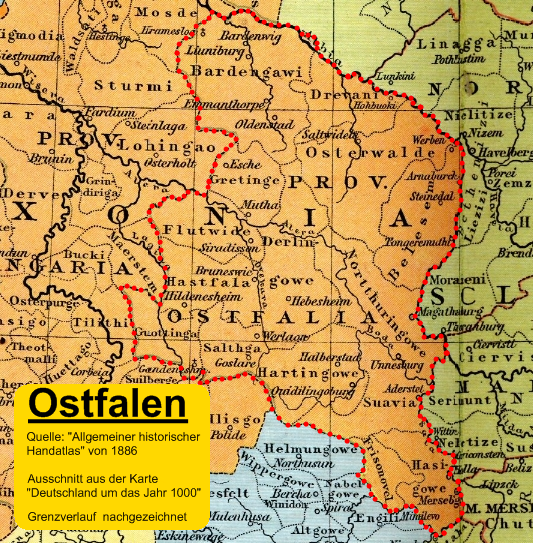
19 إيستفاليا حوالي عام 1000 CE ، تظهر المستوطنات والتقسيمات الفرعية

إيستفاليا ((بالألمانية: Ostfalen)‏؛ (بالإيستفالية: Oostfalen)) وتعني فاليا الشرقية هي منطقة تاريخية تقع في شمال ألمانيا، وتشمل الجاو الشرقي من الدوقية الجذعية التاريخية لساكسونيا، ومحاطة تقريبا بنهر لاينه في الغرب ونهري إلبه وزاله في الشرق. توازي المنطقة الجزء الجنوبي الشرقي من الوقت الحاضر ولايات سكسونيا السفلى، وغرب سكسونيا أنهالت وشمال تورينغن. شكلت إيستفاليا إلى جانب وستفاليا وكل من أنجرن ونوردالبنجيا في الوسط أقالين ساكسونيا الإدارية الأربعة الرئيسية. لا ينبغي الخلط بينه وبين شرق وستفاليا (Ostwestfalen).

## أصل التسمية
ربما يعني اسم أوستفالن (Ostfalen) «السهل الشرقي»، وفالن (Falen) هي كلمة جرمانية تعني «مسطح» و«مستوى» و«سهل» وترتبط بالكلمة السويدية القديمة فالا (fala)، الموجودة اليوم في أسماء أماكن مثل فالبيجدن وفالون، وكذلك في بلدة فالستيدت شمال ألمانيا. يقع السهل الألماني الشمالي لإيستفاليا ووستفاليا، الذي يقسمه نهر فيزر، قبالة المنطقة الجبلية في الجنوب، والمرتفعات الوسطى لفرانكونيا وتورينجن. على عكس اسم ويستفاليا، الذي استمر في عهد دوقية ويستفاليا الذي كان يحتفظ به رئيس أساقفة انتخابية كولونيا، فقد توقف استخدام اسم إيستفاليا تدريجياً عندما انحلت دوقية ساكسونيا الجذعية عند عزل الدوق هاينريش الأسد عام 1180.
أعاد اللغويون الألمان تقديم المصطلح في القرن التاسع عشر في سياق البحث عن اللغة الإيستفالية كلغة ألمانية دنيا غربية. مع ظهور الدراسات العنصرية في القرن التاسع عشر وأوائل القرن العشرين، بدأ ذكرها☃☃- لا سيما بواسطة هانس إف. كي. غونثر- كنوع "فالي" فرعي (fälische Rasse) لـ"العرق الآري وفقًا للمفهوم الغامض لهيلينا بلافاتسكي وأتباعها الأريوسوفيين.

## التاريخ
مع هزيمة شارلمان وتعميد الدوق فيدوكيند عام 785 خلال الحروب السكسونية، تم دمج أراضيه في الإمبراطورية الفرنجية وتحول الساكسون بشكل متزايد إلى المسيحية. تم إنشاء أبرشية هالبرشتات وهيلدسهايم في ساكسونيا الشرقية لجانب نهر أوكار، في عامي 804 و815 على الترتيب. تم تقسيم دوقية ساكسونيا القروسطية بين مقاطعات إيستفاليا (Ostfalahi) ويستفاليا وأنجرن.
كانت الأراضي الإيستفالية في سلسلة جبال هارز هي الأراضي الوراثية لهنري الصياد، أول دوق ساكسوني أصبح ملكًا للرومان في عام 919، وأحفاده من السلالة أوتونية. لقد تركوا العديد من الأديرة والقلاع الرومانسكية، وهو مشهد ثقافي يشمل اليوم ثلاثة مواقع للتراث العالمي مع مدينتي جوسلار وكيدلينبرج القروسطيتين، بالإضافة إلى كاتدرائية سانت ماري وكنيسة سانت مايكل في هيلدسهايم. نظرًا لأن أراضي إيستفاليا تحدها أراضي السلاف البولابين خلف نهري إلبه وزاله، فقد أصبحت نقطة البداية لـ التوسع الألماني الشرقي، الذي بدأ بغزوات الملك هنري واستمرت من قبل المارجرافات الساكسونية.
بعد وضع الدوق الفلفي هنري الأسد تحت الحظر الإمبراطوري عام 1180، تم تقسيم إستفاليا إلى ولايات أصغر،  في مقدمتها دوقية براونشفايغ لونيبورغ ومقاطعات أنهالت وفيرنيجرود وبلانكنبورج بالإضافة إلى مدينة جوسلار الإمبراطورية، ولكن أيضا الأراضي الكنسية أبرشية ماغديبورغ، وإمارات هيلدسهايم وهالبرشتات الأسقفية ودير كفيدلينبورغ. وقد تكرس التقليد السكسوني بواسطة دوقات ساكس فيتنبرغ الأسكانيون، الذين حققوا لأنفسهم كرامة الانتخابية، وأنشأوا في وقت لاحق انتخابية ساكسونيا على الألب العلوي.

## التقسيمات
تتألف إيستفاليا من عدة غاوات . القائمة الدقيقة غير معروفة على وجه اليقين وتختلف بين السلطات. من الشمال إلى الجنوب، كانت الغاوات كما يلي (عند توفرها، يتم استخدام الأسماء الحديثة):
- باردينغاو حول لونيبورغ (تُعتبر أحيانًا جزءًا من إنغرن، وليس إيستفاليا)
- دريفاني (قبيلة سلافية)
- خوينا (تعتبر أحيانًا جزءًا من دريفاني)
- أوسترفالده (سالزفيدل)
- جريتنجه (هونه)
- ملبيزه
- بلسمغاو (شتندال)
- فلوتويده
- أستفالا (هيلدسهايم)
- ديرلينغاو (إيفيسن)
- نوردتورنغاو
- غودينغاو (إلتسه)
- فالوتونغو (يُعتبر أحيانًا جزءًا من غودينغاو)
- سكوتلينغو (يُعتبر أحيانًا جزءًا من غودينغاو)
- أرينغو (يُعتبر أحيانًا جزءًا من غودينغاو)
- فلينيثي (يُعتبر أحيانًا جزءًا من غودينغاو)
- سويلبيرغاو
- أمبرغاو (تعتبر أحيانًا جزءًا من زالتسغاو)
- زالتسغاو (زالتسغيتر)
- Densigau (يُعتبر أحيانًا جزءًا من زالتسغاو)
- Harzgau (هلبرشتات)
- شوابينجاو
- هاسيغاو (مانسفيلد)
- فريزنفيلد (يُعتبر أحيانًا جزءًا من هاسيغاو)